# Cathéter central inséré par voie périphérique

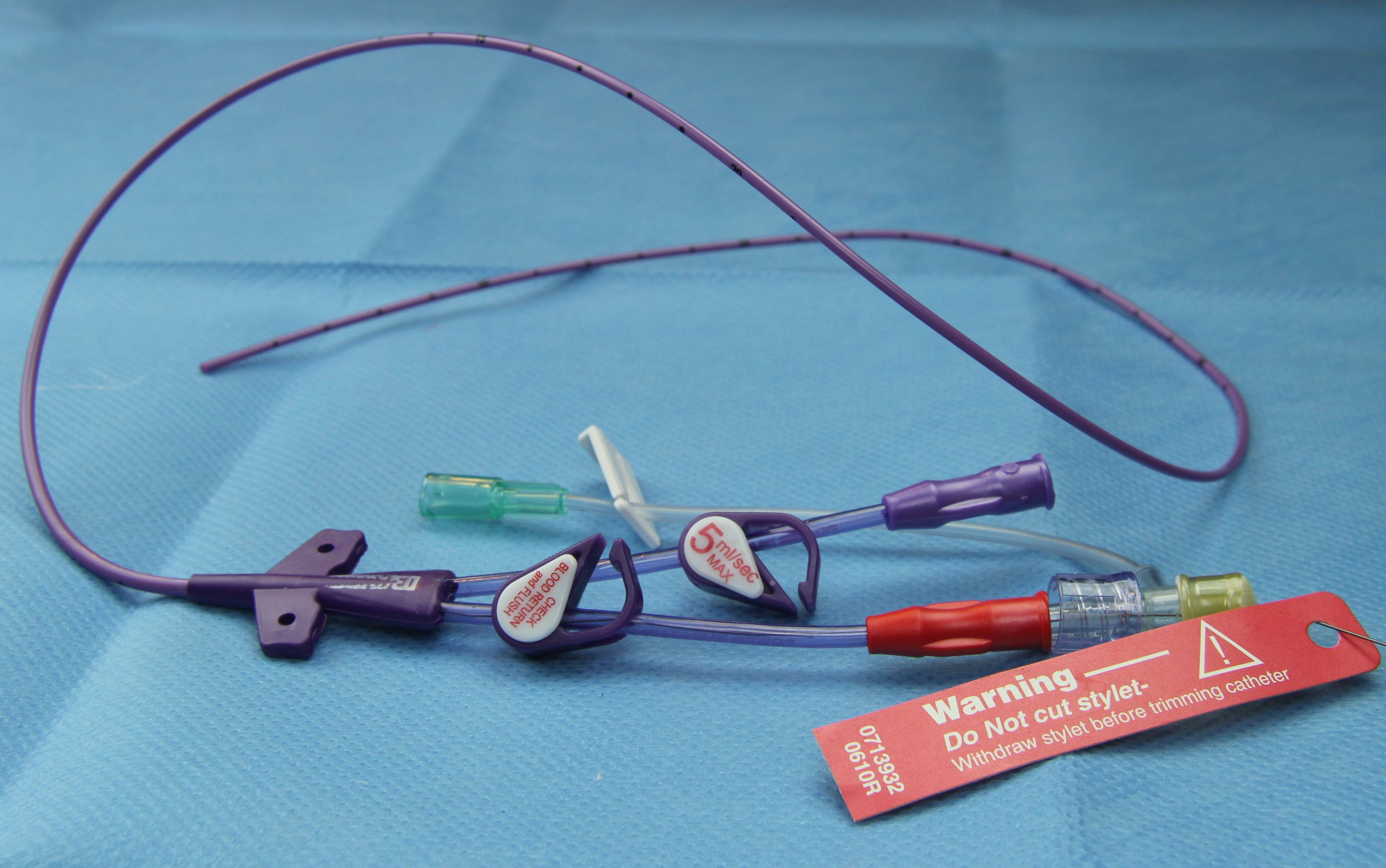
PICC-line

Un cathéter central inséré par voie périphérique (en anglais, PICC ou PIC line), est une forme d'accès intraveineux (IV) qui peut être utilisé pendant une période prolongée (par exemple, pour de longs traitement de chimiothérapie, une antibiothérapie prolongée ou une nutrition parentérale totale) ou pour l'administration de substances qui ne devraient pas être administrées par voie périphérique (par exemple, des agents antihypertenseurs). Il s'agit d'un cathéter qui pénètre dans le corps à travers la peau (par voie percutanée) à un endroit périphérique, se prolonge jusqu'à la veine cave supérieure (un tronc veineux central) et reste en place (demeure dans les veines) pendant des jours ou des semaines.
Décrit pour la première fois en 1975, il constitue une alternative aux cathéters veineux centraux dans les grandes veines telles que la veine sous-clavière, la veine jugulaire interne ou la veine fémorale. L'insertion de lignes sous-clavières et jugulaires peut entraîner un pneumothorax (présence d'air dans l'espace pleural du patient), alors que les cathéters PICC n'ont pas ce problème en raison de leur méthode de pose.
Il ne faut pas le confondre avec le Midline, qui a le même site d'insertion (une veine périphérique, souvent au dessus du coude), mais qui est beaucoup plus court, et ne permet donc pas l'administration de traitements nécessitant obligatoirement une voie centrale.

## Utilisations médicales

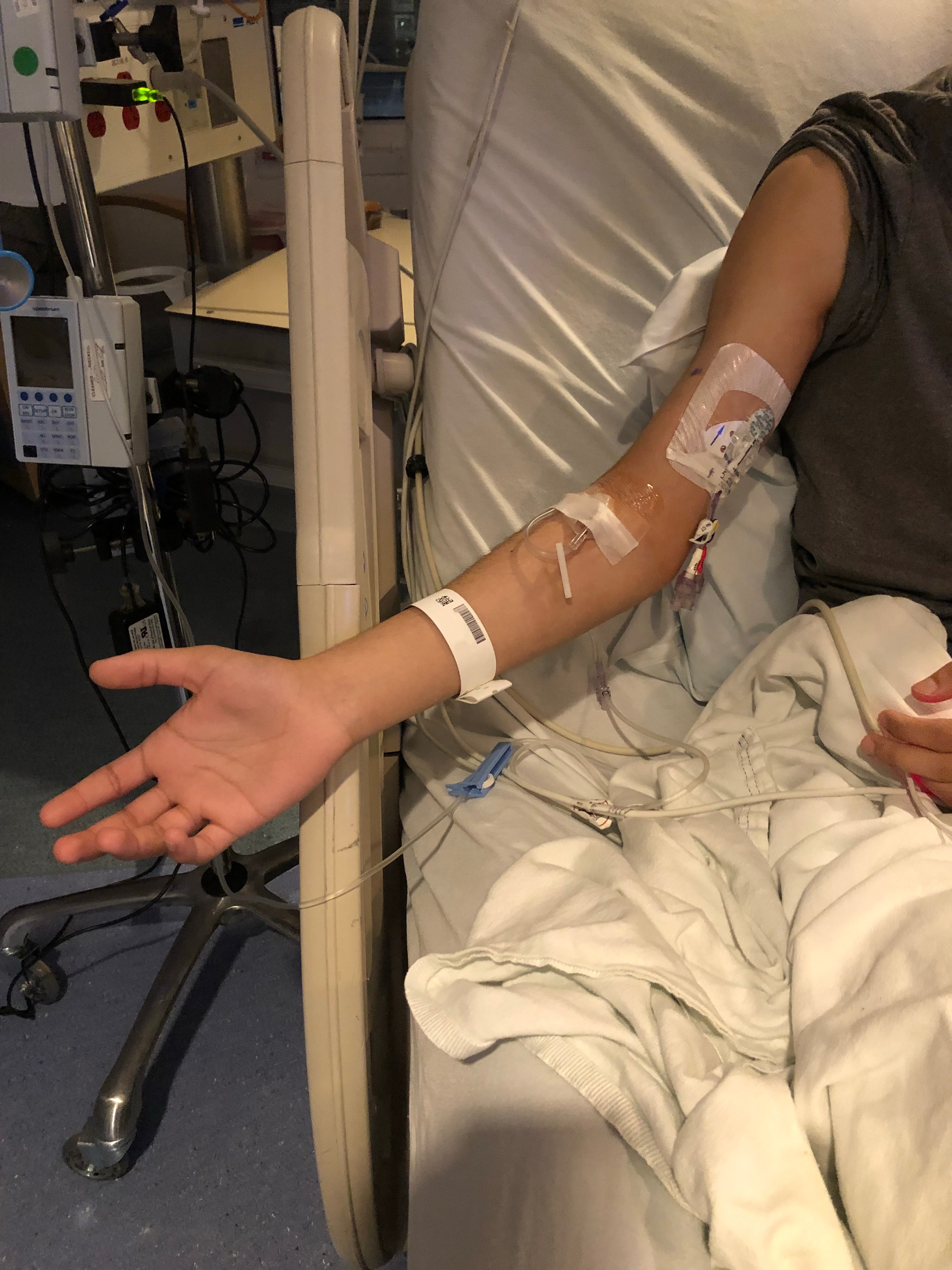
Un PICC (haut du bras) et une ligne IV (zone du coude) insérés avant une chimiothérapie

En général, les PICC sont utilisés lorsqu'on s'attend à ce qu'une personne ait besoin de plus de deux semaines de thérapie intraveineuse. Un cathéter PICC peut rester inséré pendant une période prolongée par rapport à d'autres formes d'accès IV central, allant de sept jours à plusieurs mois, tant que le cathéter reste viable. Ils sont utilisés à la fois en milieu hospitalier et en milieu communautaire. Ils sont couramment utilisés chez les personnes recevant une nutrition parentérale totale (TPN), une chimiothérapie ou un traitement médical nécessitant des médicaments à long terme tels que des antibiotiques. Ils peuvent également être utilisés pour obtenir un échantillon de sang si la lumière est de taille suffisante (au moins 4 sur l'échelle de cathéter française (en)).

## Contrindications
Un cathéter PICC ne peut pas être inséré dans une partie du corps qui est brûlée ou qui présente une infection locale. Les dommages causés à la peau et aux tissus environnants par les radiations peuvent également empêcher la pose d'un cathéter PICC.

## Risques et complications
Comme avec toute ligne intraveineuse, il existe un risque de septicémie - une infection grave du sang qui peut mettre la vie en danger. La majorité des infections associées aux PICC surviennent après une durée médiane d'utilisation de 10 jours, et pendant un séjour en unité de soins intensifs . Le respect de procédures strictes de contrôle des infections, y compris la technique aseptique, lors de l'insertion ou de l'utilisation d'un cathéter PICC réduira le risque d'infection. Il existe également un risque de caillots sanguins . L'utilisation de l'héparine pour maintenir un cathéter PICC n'est pas universelle, car les verrous d'héparine ont été associés à des complications, notamment la thrombocytopénie induite par l'héparine.
D'autres complications peuvent inclure une occlusion du cathéter, une phlébite et un saignement. L'urokinase ou une faible dose d'activateur tissulaire du plasminogène (tPA) peuvent être nécessaires pour traiter l'infection, pour dégager les obstructions, selon le type et la gravité de l'occlusion. Une mesure de la pression artérielle ne peut être prise sur un bras sur lequel est inséré un cathéter PICC.

## Technique

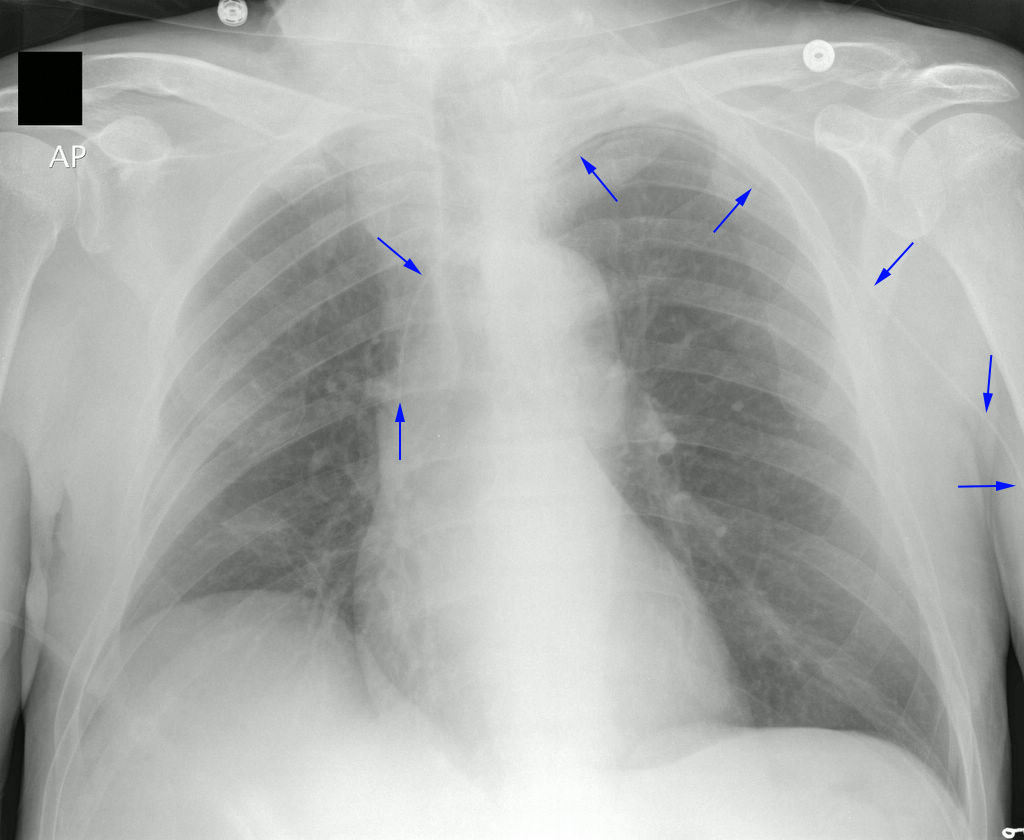
Radiographie de la poitrine montrant l'extrémité du PICC line dans la veine cave supérieure. Les flèches mettent en évidence le parcours de la ligne PICC.

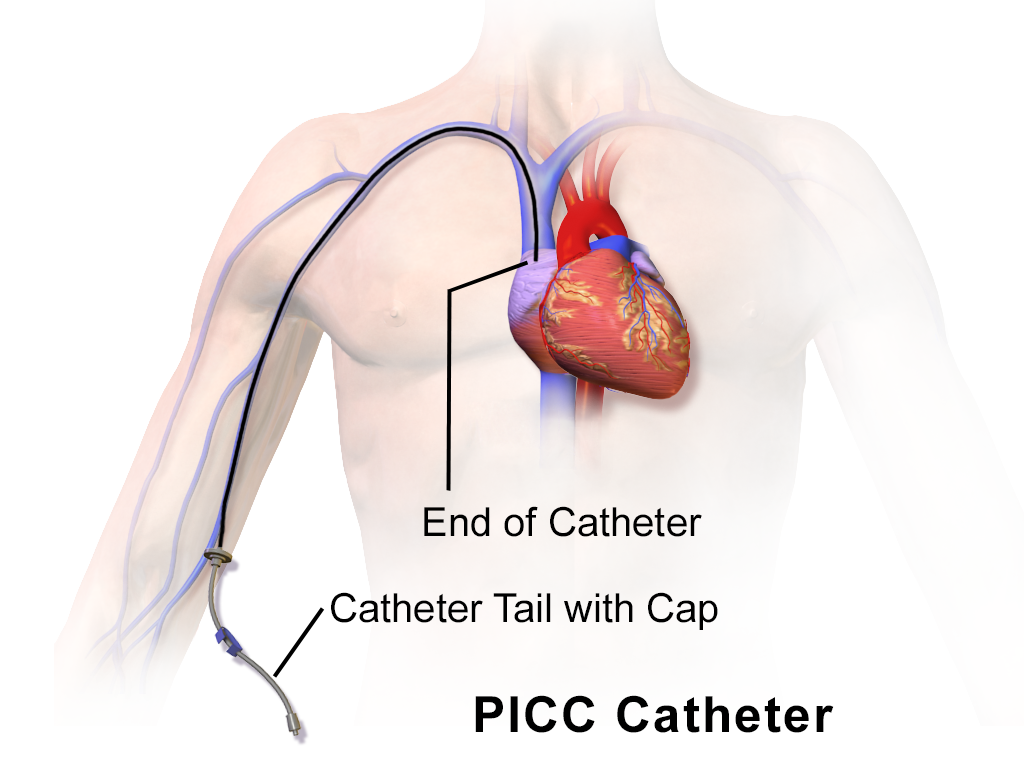
Illustration d'un PICC entièrement inséré.

Un PICC est inséré dans une veine périphérique (en) telle que la veine céphalique, la veine basilique ou la veine brachiale du bras, puis il est enfilé dans les veines en direction du cœur, jusqu'à ce que l'extrémité du cathéter repose dans la veine cave supérieure distale ou la jonction cavoatriale (en). Ils doivent être insérés par un professionnel médical formé, notamment un médecin, mais aussi tout professionnel médical spécialement formé tel qu'une infirmière auxiliaire. Une échographie médicale, une radiographie pulmonaire, ou encore l'utilisation de la fluoroscopie, peuvent être utilisées pendant l'insertion et pour confirmer le placement. L'insertion est une procédure stérile, mais il n'est pas nécessaire de la réaliser dans un environnement complètement stérile comme une salle d'opération.

### Sélection de la veine et du cathéter
La pose d'un cathéter PICC est une procédure médicale invasive qui peut nécessiter une anesthésie locale ou générale. La veine basilique est de taille appropriée, mais n'est pas choisie chez les enfants en raison de sa profondeur et des tissus environnants. D'autre part, la veine céphalique peut être utilisée, bien que chez certaines personnes, il est impossible de faire avancer la ligne jusqu'à l'emplacement souhaité. La veine brachiale est suffisamment large pour un cathéter PICC, mais elle est également située à proximité d'autres éléments tels que l'artère brachiale et le plexus. L'imagerie est couramment utilisée pour évaluer la longueur et le trajet des veines potentielles avant que le praticien ne choisisse la veine la plus appropriée. La taille du cathéter pour les lignes PICC est généralement mesurée sur l'échelle de cathéter française (en), et peut aller de 2 à 6. Le nombre de lumières peut varier de un à trois, permettant l'administration simultanée de différents médicaments qui ne peuvent être mélangés. Les cathéters sont également fabriqués à partir de plusieurs matériaux, dont le silicone et le polyuréthane. La partie insérable d'un PICC varie entre 25 et 60 cm de longueur, une longueur suffisante pour atteindre la position souhaitée dans la plupart des cas. Certains cathéters sont conçus pour être coupés à la longueur requise avant l'insertion, alors que d'autres sont simplement insérés à la profondeur nécessaire, l'excédent restant à l'extérieur du corps. Les cathéters sont fournis avec un fil-guide. Ce fil est fourni pour rigidifier le cathéter (par ailleurs très souple) afin qu'il puisse être plus facilement enfilé dans les veines, et il est retiré après l'insertion. Certains cathéters PICC sont fabriqués avec un revêtement antimicrobien destiné à réduire le risque d'infection par le cathéter, mais leur utilisation n'est pas encore très répandue.

### Insertion
Bien qu'une salle d'opération ne soit pas nécessaire pour l'insertion d'un cathéter PICC, il est important de maintenir un environnement stérile autour du site d'insertion. Cela implique le nettoyage de la peau autour du site, ainsi que l'utilisation d'une blouse, de gants et d'un drap stériles pour réduire le risque de contamination environnementale. Une fois la peau préparée, une incision est pratiquée et un dispositif appelé introducteur est inséré dans la veine. Si nécessaire, le cathéter est coupé à la longueur souhaitée, puis rempli de solution saline pour la durée de l'insertion. Le cathéter PICC est inséré via le dispositif d'introduction, et enfilé dans les veines jusqu'à l'emplacement final souhaité. Un guidage par fluoroscopie ou électrocardiographie (ECG) peut être utilisé pour surveiller la position de l'extrémité pendant l'insertion.

### Retrait
Dans la plupart des cas, le retrait d'un PICC est une procédure simple. En général, le cathéter peut être retiré rapidement et en toute sécurité par une infirmière qualifiée, même au domicile du patient, en quelques minutes. Après le retrait, le site d'insertion est normalement bandé avec une gaze stérile et maintenu au sec pendant quelques jours, au cours desquels la plaie peut se refermer et commencer à cicatriser. En général, un pansement adhésif plus petit peut être placé sur le site de la plaie après le retrait de la gaze si la plaie est lente à cicatriser. Si le patient ne se sent pas bien au moment du retrait du PICC, l'extrémité du cathéter est envoyée pour un test d'hypersensibilité chimique multiple (MCS). Dans certaines unités, elle est envoyée comme investigation de routine.